# Alain Frontier
Pour les articles homonymes, voir Frontier.
Alain Frontier est un professeur de lettres classiques français, né dans la banlieue parisienne en 1937, à la fois philologue et poète, grammairien et auteur d'ouvrages de fiction ou de livret d'opéra, rédacteur et dirigeant de revues.

## Biographie
Après des études universitaires de lettres et de philologie classiques à Paris (rédaction en 1961 d'un mémoire de fin d'études sur Le dialecte de Sappho — les formes verbales, et agrégation de grammaire en 1962), Alain Frontier enseigne d'abord au lycée de Meaux. Il est ensuite nommé à Paris, au lycée Arago. De 1974 à 1979, il fait partie du jury de CAPES de lettres classiques (pour la version grecque et l'explication de texte de grec et de français). 
Il est l’auteur de trois manuels scolaires de grec ancien publiés aux éditions Belin. Il a dirigé chez le même éditeur, à partir de 1992, la collection « Sujets », dans laquelle il a lui-même publié un essai sur la poésie et un autre sur la grammaire du français.
De 1968 à 1979, il collabore à la fabrication et à la rédaction de la revue Cheval d'attaque, dirigée par Didier Paschal-Lejeune, et s'intéresse notamment à André Martel et à son langage inventé, le paralloïdre, au travail du plasticien Paul-Armand Gette, ainsi qu'à plusieurs poètes belges comme Marcel et Gabriel Piqueray, Théodore Koenig et André Blavier, le fondateur de la revue Temps mêlés.
Il a publié une quinzaine d’ouvrages de poésie et écrit les livrets de deux opéras : Le mariage de Harry Dickson (sur une musique de son fils Jean-Christophe Frontier), représenté pour la première fois au théâtre Paul Éluard de Choisy-le-Roi le 8 février 1991, et L’Assassiné de la Porte (sur une musique de Fabien Tehericsen) créé le 23 janvier 1992 dans le cadre du 14° Festival International de jazz de Rive-de-Gier.
Il fut, avec la photographe Marie-Hélène Dhénin, le cofondateur de la revue d’avant-garde Tartalacrème, qui, sur un support pauvre et artisanal, publie, de 1979 à 1986, une centaine d’auteurs, parmi lesquels Michel Butor, Maurice Roche, Jacques Demarcq, Jean-Luc Lavrille, Christian Prigent, Hubert Lucot, Pierre Le Pillouër, Jean-Pierre Bobillot et Sylvie Nève, Jacques Barbaut, Jean-Luc Lavrille, Michèle Métail, le poète québécois André Roy, le poète et romancier américain Raymond Federman, etc. C'est principalement à partir de cette époque qu'il fréquente les principaux représentants (tant français qu'étrangers) de la poésie sonore : Henri Chopin, François Dufrêne, Bernard Heidsieck, Julien Blaine, Michèle Métail, etc.
Quand la revue cesse de paraître, en 1986, il rejoint le collectif de la revue TXT, aux côtés de Christian Prigent, Pierre Le Pillouër, Philippe Boutibonnes, Eric Clémens, Jean-Pierre Verheggen…
De 1993 à 1996, il fait partie de la commission « Poésie » du Centre national du livre, alors présidée par Bernard Heidsieck.
En août 1999, il participe au colloque de Cerisy-la-Salle sur « Poésie sonore, poésie action », dirigé par Jean-Pierre Bobillot et Bernard Heidsieck, et, en juillet 2014, dans le même lieu, au colloque "Christan Prigent : trou(v)er sa langue", dirigé par Bénédicte Gorillot, Sylvain Santi et Fabrice Thumerel.
En 2003, il se retire dans le village de Rubelles.

## Poésie

### Lire et écrire
« Écrire », dit Alain Frontier, « c'est toujours recopier. Mais recopier d'une certaine manière. » Une Prison est un poème inspiré par la lecture des œuvres de Sade ; Le Voyage Ordinaire par la lecture des Voyages extraordinaires de Jules Verne ; Comment j’ai connu Harry Dickson par la lecture des nouvelles policières et fantastiques de Jean Ray. En 1988, Robert Sabatier écrivait à propos d’Alain Frontier : « Créant de courtes fictions qui semblent parodier des récits, il fait parfois penser à Blaise Cendrars lorsqu’il allait chercher l’inspiration du côté de Gustave Le Rouge et au Robert Desnos de Fantômas et le jeu de la prose découpée en vers lui permet, par exemple, de donner une suite aux célèbres aventures de Harry Dickson. »

### Poésie et photographie
À partir de 1976 (Le Voyage Ordinaire), le texte est le plus souvent accompagné par des œuvres de sa compagne, la photographe Marie-Hélène Dhénin. En 1978, la quatrième page de couverture de Manipulation(s), avertit le lecteur : « Il ne s'agit pas d'un texte illustré. Ni d'une série d'images commentées. Nulle domination. L'œil qui regarde, et la main qui écrit, produisent l'un en face de l'autre, deux discours qui se poursuivent en toute indépendance, ce qui ne veut pas dire en toute indifférence. »

### Parole et écriture
En 1982, il décide de noter par écrit les paroles prononcées quotidiennement par sa compagne. Chaque parole est minutieusement transcrite et précisément datée (à la minute près). L’expérience se poursuit pendant 3 ans (jusqu’au jeudi 27 décembre 1984, à 11 heures 01 : « Ah ! voilà les eaux saumâtres du port. ») L’intégralité des phrases notées est ensuite publiée comme une fiction sous le titre de Portrait d’une dame. En quatrième page de couverture, Christian Prigent présente ainsi le livre : « Bribes arrachées au flux d’une parole (amitiés, paysages, lectures, épopées domestiques, aphorismes et sentences), prélèvements de ce qu’une voix, au fil des heures, profère, voici un livre intégralement cité et minuté… Sa radicalité est dans la violence douce du rapt, dans l’alignement a-pathique des coupons. C’est quelque part du côté du ready-made (découpage et encadrement), du cut-up in vivo… ». Une adaptation théâtrale en a été tirée par Vanda Benes et Christian Prigent, sous le titre « La belle parleuse », et représentée par la compagnie La Belle Inutile, en 2011.

### Poésie de la grammaire
Chez Alain Frontier, la réflexion du grammairien et celle du poète ne sont pas disjointes mais complémentaires : « L'enfant (seulement l'enfant ?) », écrit-il « se trouve confronté à une langue qu'il ne comprend d'abord pas, dont il ignore le fonctionnement, les virtualités, le mode d'emploi. On peut passer sa vie — je ne fais pas autre chose — à s'efforcer de comprendre une langue que pourtant l'on parle tous les jours » La quatrième page de couverture de N’être pas prévient le lecteur : « L'auteur de ce livre (…) prend seulement conscience de cette évidence, purement grammaticale : toute phrase négative inclut nécessairement l'affirmation qu'elle a pour fonction d'écarter. » Pierre Le Pillouër insiste sur le côté « grammairien » d'Alain Frontier : « Frontier est un grammairien (…) : il maîtrise si bien la syntaxe classique que cela lui permet fréquemment de s'asseoir dessus », et il cite la phrase : « Le professeur donne la parole à l'adolescent tue le professeur », dans laquelle le même substantif fonctionne à la fois comme complément d'objet du premier verbe et comme sujet du second. En 1986, le philosophe Christian Descamps écrivait au sujet de sa poésie : « Cette recherche part d’énigmes ; elle est plus enquête que quête. »

## Publications

### Livres publiés
- Les Mortes, ouvrage couronné par l’Académie française (prix Artigue, 1967)
- Royauté, ouvrage couronné par l’Académie française (prix Capuran, 1971)
- Le Cheval de Troie ou le grec dans nos murs, initiation au grec, éditions de la Librairie Belin, Paris, 1972, 140 pages avec alphabet grec et table des illustrations. Préface de Maurice Lacroix en pages 2 et 3. ISBN 2-7011-0071-2. Ouvrage couronné par l’Académie française (prix Langlois, 1973)
- Chroniques meldeuses, nouvelles et collages, Cheval d'attaque, 1974
- Une prison, Cheval d'attaque, 1974
- Cours de langue grecque, livres 1 et 2, Belin, 1976-1977
- Le Voyage ordinaire, avec la collaboration photographique de Marie-Hélène Dhénin, Cheval d'attaque, 1976
- Manipulation(s), avec la collaboration photographique de Marie-Hélène Dhénin, Cheval d'attaque / Yellow Now, 1978
- L'Équilibriste, avec des peintures de Philippe Boutibonnes et une photographie de Marie-Hélène Dhénin, Muro Torto, 1982
- Comment j'ai connu Harry Dickson, avec des illustrations de Arnaud Labelle-Rojoux, Muro Torto, 1988
- La Poésie, essai, collection « Sujets », Belin, 1992 (réédité en format poche en 2012, chez le même éditeur)
- Pourquoi j'ai finalement démissionné du Comité directeur, avec une intervention photographique de Marie-Hélène Dhénin, La main courante, 1993
- La Grammaire du français, essai, collection « Sujets », Belin, 1997
- Portrait d’une dame, fiction d’après les paroles de Marie-Hélène Dhénin, Al Dante, 2005
- N’être pas (poèmes logiques) accompagné de 28 portraits du poète sur son tabouret par Marie-Hélène Dhénin, Besançon, éditions de la Maison chauffante, 2009,  (ISBN 978-2-915821-38-3)
- Adaptations du persan : Désobéir à la peur, par Parviz Khazraï, L'Harmattan, 1989, et L'Aube sanglante, par Parviz Khazraï, L'Harmattan, 1992
- Le compromis, éditions Sitaudis, mars 2014,  (ISBN 9781291788228)
- Érudition - 7 lectures commentées, éditions Louise Bottu, novembre 2017,  (ISBN 979-10-92723-16-8)
- Du mauvais père ou le livre impossible, collection Al Dante dirigée par Laurent Cauwet, Dijon, Les Presses du réel, 4e trimestre 2020,  (ISBN 978-2-37896-203-6)

### Principaux poèmes publiés en revue ou en anthologie
- Dans la retraite souple des poissons..., no 13-18 de la revue Traces magazine, Le Pallet, juillet 1967.
- Royauté, no 461-462 de la revue Europe, Paris, septembre-octobre 1967.
- Plaines, no 1 de la revue Cheval d'attaque, Vincennes, avril 1969, p. 26-27.
- Crusoé et Agonie, no 2 de la revue Cheval d'attaque, Vincennes, avril 1972, p. 18-19.
- Le pain du crime, no 2 de la revue Cavalier Seul, Vincennes, décembre 1973 (signé du pseudonyme Alphonse Dorlot).
- Le naufrage, no 14 de la revue Cavalier Seul, Paris, février 1975 (signé du pseudonyme Alphonse Dorlot).
- Le hasard objectif ou une leçon de poésie, no 95-97 de la revue Phantomas, Bruxelles, décembre 1976.
- Dorothée Branican, suivi de La comparaison des races, p. 80-82 de L’année poétique 1976, Paris, éditions Seghers, 1977.
- Helena Glenarvan, p. 246-249 de La nouvelle poésie française par Bernard Delvaille, Paris, éditions Seghers, 1977.
- Suicides, no 19 de Cheval d'attaque, Paris, 1er trimestre 1978.
- La chasse aux sangliers, no 2 de Tartalacrème, Brunoy, avril 1979.
- Le Kaw-djer, no 3 de Tartalacrème, Brunoy, juin 1979.
- La Princesse de Clèves, no 4 de Tartalacrème, Brunoy, août 1979.
- Le ultime ventitre avventure di Harry Dickson, traduction italienne par Carla Curtabbi, précédé du texte original en français, no 6 de la revue Offerta speciale, Pino Torinese (Italie), 1980.
- Les aventures de Harry Dickson, no 27 de la revue Doc(k)s, Ventabren, hiver 1980.
- Cinq portraits immobiles de Harry Dickson à travers les champs quotidiens, no 27 de la revue Faix, Metz, février 1981.
- Suite des Aventures de Harry Dickson, strophes 58 à 62, Nantes, Espace Graslin, Muro Torto, mai-juin 1982.
- Remarquable intervention de Harry Dickson dans l'étrange affaire des ogives de Mathias Pérez, catalogue Muro Torto publié par le Centre de Promotion et d'animation Culturelle, Université de Toulouse Le Mirail, novembre 1982.
- Suite des aventures de Harry Dickson (strophes 64 à 68) , Paris, Le Monde, 11 septembre 1983.
- Les écluses de Fénétrange ou l'étrange réponse de Harry Dickson aux questions qui lui furent posées, dans le no 9-10 de la revue “Faix”, Romelfing, 1er trimestre 1983.
- Comment Harry Dickson rencontra John B. Cornaway près du moulin de Ventabren et du lamentable quiproquo qui en résulta, Catalogue du 2e Festival International de poésie de Cogolin, juillet 1985.
- Harry Dickson à Montréal , no 6 de la revue Lèvres Urbaines, Montréal, Canada, février 1984.
- 23 tentatives d'inscription sur le sable, TXT no 20, Bruxelles, 4e trimestre 1986.
- Je suis un mauvais père (§ 23-38), TXT no 23, Bruxelles, 4e trimestre 1988.
- Comment j'ai connu Harry Dickson, p. 60 de TXT 20 ans / Muro Torto 10 ans, Centre d'Art contemporain, Maison des Artistes de la Communauté française de Belgique, Bruxelles, avril-mai 1989.
- Le Mauvais père, extrait d’un récit en prose, in les Miettes à morphose de l’âne à rations I, Maison Atrides et Cie, p. 23-35, Arras-Lyon, 1993.
- Écrit sur le mur d’un hôpital, in Maison Atrides et Cie, p. 44-45, Arras-Lyon, 1995.
- Notes sur n'être pas (Tombeau vide — Brèves apparitions — Écrivain fantôme — Une famille — Bulletin de santé), in Fusées 5, p. 231-234, Auvers-sur-Oise, septembre 2001.
- Brouillard (Impasse — Difficulté — Affaire classée — Garde à vue —Mauvais procès — Blanche — Explication du texte précédent), in Action Poétique no 165, 4e trimestre 2001.
- The stone-cutter, Posture, Bruno Montels, textes traduits en anglais par Raymond Federman, p. 10-12 de Yellow Bat Review no 5, Andrian (Michigan), États-Unis, printemps 2003.
- Congé suivi de Une lecture publique, in Boxon no 12, Lyon, juillet 2002.
- Ne pas, p. 37 de Le cahier du Refuge no 157, Marseille, mai 2007.
- Gaston ou la vieillesse (extrait d'un poème inachevé), in Boxon no 22, Lyon, octobre 2007.
- La mer d'Iroise, no 6 de la revue Place de la Sorbonne, p. 228-232, Paris, mai 2016. Ce texte sera repris, suivi d'un commentaire critique de Gérard Berthomieu, in Poésie contemporaine: questions de style, du même Grard Berthomieu, Louvain-la-Neuve (Belgique), éditions Academia,décembre 2024,  (ISBN 978-2-8061-3817-0)
- Démonstration, no 32 de la revue TXT, p. 22-25,éditions Nous, Caen, juin 2018.
- Saint Mesrine le Transfiguré suivi de Écrits sur les murs d'un hôpital, in no 66 de la revue Bacchanales, p. 77-82, Maison de la poésie Rhône-Alpes, Saint-Martin-d'Hères, novembre 2021.
- Punctum historicum, in TXT ("Fête Verheggen"),éditeur Lurlure,novembre 2024.

### Livrets d'opéra
- Le mariage de Harry Dickson, sur une musique de Jean-Christophe Frontier, 1991[22]
- L'assassiné de la porte, mis en musique par Fabien Tehericsen, 1992
- Le maître du paysage, livret de concerto pour conteur et chœur, musique et direction de Fabien Tehericsen, 2002.

### Articles et préfaces
- En lisant Jules Verne in Le Pays Breton, mensuel d'informations locales et régionales publié par l'Union des Sociétés Bretonnes de l'Ile de France, Paris, mai 1966[23] C'est apparemment le premier texte publié de Frontier.
- Lazare ou le voyage à Verviers (à propos du poète et musicien Luc Cornet),no 8-12 de « Cheval d'attaque » (pages 11–22), Paris, 1973.
- Le Martélandre Sauroctone (sur André Martel et la grammaire paralloïdre), no 10-12 de « Cheval d'attaque » (pages 65–89), Paris, juin 1974.
- L'X d'Hubert Lucot, no 15 de la revue Spirale, Paris, mai 1982.
- La ligne épaisse (sur Hubert Lucot), no 14 TXT, Paris, 4e trimestre 1982.
- Le Danube (sur Michèle Métail), no 31 de Tartalacrème (pages 3–8), février 1984.
- Mais quand donc fleurit Alnus Glutinosa (L.) Gaertner ? (sur Paul-Armand Gette), no 33 de Tartalacrème (pages 3–8), juin 1984.
- La lettre et le cri (sur François Dufrêne), no 59 de « Trousse Livres », Paris, avril 1985.
- Refaites-moi donc un peu ça  (sur Arnaud Labelle-Rojoux), no 12-13 de Kanal magazine, Paris, été 1985.
- L'intérieur de la boîte, dans Le temps sens dessus dessous, catalogue de l'exposition de Fanny Viollet, Galerie Municipale Edouard Manet, Gennevilliers, avril 1986.
- Cinq propositions sur l'utopie, in "Paradoxe et créativité", (pages 105-112), Noésis, Calaceite (Espagne), avril 1987.
- L'enfer de Rabelais, ou La bouche de Pantagruel, n°21 de TXT.
- L'épouvantable mort de Penthée roi de Thèbes (sur la poésie sonore), n°22 de TXT .
- La petite fille dans le lac, in Nymphe, Nymphæa & voisinages de Paul-Armand Gette, Grenoble, Centre National d'Art Contemporain, février 1989.
- Une parabole de Platon(sur l'utopie), Le Courrier de l'UNESCO, Paris, février 1991.
- Jean-Pierre Bobillot, le poëte, suivi de Exercices, in Jean-Pierre Bobillot, Morceaux choisis, collection « Les Contemporains favoris », dirigée par Didier Moulinier, Association « Les Contemporains », Arras, mai 1992.
- Rabelais ou le rire de l'érudit, in Le Courrier de l'UNESCO, Paris, novembre 1994.
- L'approche de la vulve ou le pèlerinage aux sources (note sur le nu féminin), in Paul-Armand Gette, La vulve et les menstrues de la déesse - La liberté du modèle, Paris, éditions Al Dante / Porte Avion, septembre 1999.
- Ouverture, préface de Le livre des fragments ou le regard rapproché de Paul-Armand Gette, Paris, Yvon Lambert éditeur, achevé d'imprimer le 31 décembre 1999, dépôt légal 29 février 2000. Un extrait de ce texte sur le site tartalarts.
- Le temps Lucot, in Java n° 21-22, Paris, mai 2001 (p. 106-113).
- La lettre et le cri, préface de Le Tombeau de Pierre Larousse par François Dufrêne, Presses du réel, collection « L'écart Absolu de poche » dirigée par Michel Giroud, mars 2002. (Texte publié pour la première fois en avril 1985 dans le n°59 de la revue Trousse Livres, Paris).
- Portrait de Jacques Demarcq en conteur nègre, in La Polygraphe n° 24-26 (pages 319-322), Chambéry, 4e trimestre 2002.
- Les godasses du père Hubaut, in Action Poétique n° 173, Ivry-sur-Seine, septembre 2003, p. 70-77.
- Les 10.000 signes de Michèle Métail, in Poésies : variations, huit études sur la poésie contemporaine, volume 3, sous la direction de Lionel Destremau et Emmanuel Laugier, Paris, Prétexte éditeur, mai 2005, p. 55-61.
- PISCATOR PECCATOR ou L’âme-son du barbaut, postface de L’Ouverture de la pêche de Jacques Barbaut, Paris, éd. Les Petits Matins, mars 2006.
- L’action, le sens, la poésie, in Doc(k)s, 4e série, n° 1-4, Ajaccio, août 2006, p. 236-242.
- Théorie de la théorie, in Hapax n° 5, Reims, juin 2007.
- Pensées sur le Beurard, in Il Particolare n° 17-18, Marseille, décembre 2007, p. 85-88.
- Petit traité de nymphologie appliquée, in Hommage à toutes les nymphes, sous la présidence de Paul-Armand Gette, p. p. l’association « Les Archers de la Nymphe », Nantes, éditions Joca seria, mars 2008, pages 56–62.
- Grammaire et paysage (à propos de Michèle Métail), "Le Cahier du Refuge" no 214, Centre International de Poésie Marseille, septembre 2012.
- Vous avez dit Clémens ? (Prélude à une lecture), in Il particolare no 25-26, Marseille, décembre 2012, pages 115-116 (à propos de Éric Clémens).
- L'âme de Charles Dreyfus, postface de Métaphonie de Charles Dreyfus Pechkoff, Paris, édition Le Manuscrit, juillet 2016 (texte en partie reproduit dans le catalogue de l'exposition Tyché entichée, Paris, Galerie Lara Vincy, 6 avril-19 mai 2018).
- Comment j'ai connu Christian Prigent, in Christian Prigent: trou(v)er sa langue, colloque de Cerisy (juillet 2014), sous la direction de Bénédicte Gorillot et Fabrice Thumerel, Paris, éditions Hermann, mai 2017, p. 377-387.
- Julien Blaine, chut-chute, « Risques et dérapages », Inter, art actuel 127, Québec, septembre 2017.
- L'étant d'Hubert Lucot, in Europe no 1068, Paris, avril 2018, p. 263-266.
- La femme du capitaine, in Michèle Métail, La poésie en trois dimensions, ouvrage collectif dirigé par Anne-Christine Royère, Les Presses du réel, Dijon, 2019, pages 55-71.
- Ceci n'est pas une pipe (note sur la catharsis), in Écrits-Criée no 2, Marseille, janvier 2020, p. 95-105.
- L'affaire Charles Dreyfus (publié pour la première fois in Tartalacrème no 37, Pontault-Combault, février 1985) suivi de L'âme de Charles Dreyfus (publié pour la première fois en juillet 2016), in Doc(k)s no 33-36, Ajaccio, 2019-2020, p. 216-222.